# LNG Canada

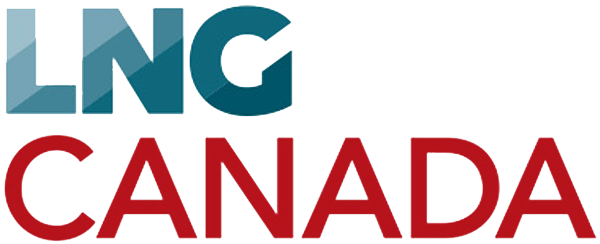
Logo de LNG Canada

LNG Canada est un terminal méthanier exportant du gaz naturel liquéfié situé à Kitimat, en Colombie-Britannique au Canada. Il est mené par une coentreprise entre Shell, Petronas, PetroChina, Mitsubishi et Korea Gas. Il est alimenté par le gazoduc Coastal GasLink. Il entre en service en avril 2025.